# Wolff Cyclop
Wolff Cyclop (* 1476/1477 in Zwickau; † nach 1526) war ein deutscher Humanist, Mediziner und neulateinischer Dichter. Der Nachname lautet eigentlich Kandelgießer und begegnet einmalig 1502 in der Matrikel der Universität Wittenberg, seit 1507 latinisiert als Cantarifusoris. Guolfus Cyclopius lautete der seit etwa 1509 geführte Humanistenname. In seinen deutschen Schriften nannte sich der Autor Wolff Cyclop.

## Biografie
Wolfgang (Wolff) Kandelgießer wuchs in Zwickau auf und erhielt Unterricht bei Laurentius Bärensprung. Nach eigenen Angaben bereiste er als Jugendlicher mehrere Länder Mittelosteuropas. 1494 immatrikulierte er sich an der Universität Leipzig und wechselte danach an die neu gegründete Universität Wittenberg. Dort wurde er am 18. August 1502 immatrikuliert. Er erwarb den akademischen Grad des Bakkalaureus und am 2. Februar 1504 den des Magister. Von 1508 bis 1510 kehrte er nach Zwickau zurück und leitete die dortige Lateinschule. 1511 begann er in Wittenberg ein Medizinstudium. Cyclop gab später an, ein Doktor der Medizin zu sein; Ort und Datum seiner Promotion sind aber nicht dokumentiert. Seit 1519 war Cyclop Leibarzt des Herzogs Heinrich von Braunschweig-Lüneburg und seiner Familie; außerdem praktizierte er in der Stadt Lüneburg. Im Frühjahr 1524 geriet Cyclop in einen Konflikt mit dem Guardian des Franziskanerklosters zu Celle. Es ging dabei um Martin Luthers Bibelauslegung. Dies veranlasste Cyclop, Lüneburg zu verlassen und nach Magdeburg überzusiedeln. Dort erwarb er das Bürgerrecht und kaufte ein Haus. Im Frühsommer 1524 setzte er sich für die Einführung der Reformation in Magdeburg ein. Er wohnte in der St. Ulrichsparochie und war Unterhändler gegenüber dem Patron von St. Ulrich, dem Prämonstratenserstift Unser Lieben Frauen. Als Erfolg dieser Verhandlungen wurde am 17. Juli ein Abendmahlsgottesdienst „unter beiderlei Gestalt“ unter Leitung von Eberhard Weidensee gefeiert. Ab Herbst 1525 geriet Cyclop in einen Konflikt mit dem neu eingesetzten Magdeburger Superintendenten Nikolaus von Amsdorf über die Abendmahlslehre. Cyclop vertrat offenbar ein ähnliches Abendmahlsverständnis wie Ulrich Zwingli und diskutierte öffentlich darüber. Amsdorf unterstellte ihm eine Nähe zu Thomas Müntzer, was vor dem Hintergrund des gerade beendeten Bauernkriegs für Cyclop gefährlich war. Cyclop setzte sich zwar mit eigenen Flugschriften zur Wehr, aber Amsdorf entzog ihm zunächst die wirtschaftliche Grundlage (seine Arztpraxis) und setzte Anfang 1526 auch seine Vertreibung aus Magdeburg durch. Die Spur Cyclops verliert sich daraufhin.

## Werk
Aus Cyclops Studentenzeit stammen erste kleine lateinische Gedichte, später veröffentlichte er eigene geistliche und weltliche Dichtungen. Mit seinem Engagement für die Reformation wechselte er 1524 zur deutschen Sprache und verfasste Flugschriften.